# Isaac Nader
Isaac Nader (Faro, 17 agosto 1999) è un mezzofondista portoghese.

## Biografia
In carriera ha vinto per cinque volte il titolo di campione nazionale dei 1500 m piani, di cui tre outdoor e due indoor, oltre ad un titolo nazionale indoor nei 3000 m piani.
Nel 2021 ha vinto la gara dei 3000 m piani nella Super League dei campionati europei a squadre svoltisi a Chorzów.

## Palmarès
| Anno | Manifestazione   | Sede          | Evento          | Risultato  | Prestazione | Note  |
| ---- | ---------------- | ------------- | --------------- | ---------- | ----------- | ----- |
| 2021 | Europei indoor   | Toruń         | 1500 m piani    | Batteria   | 3'44"15     |       |
| 2021 | Europei indoor   | Toruń         | 3000 m piani    | Batteria   | 7'58"10     |       |
| 2021 | Europei U23      | Tallinn       | 1500 m piani    | Bronzo     | 3'40"58     |       |
| 2022 | Mondiali indoor  | Belgrado      | 1500 m piani    | 10º        | 3'39"97     |       |
| 2022 | Ibero-americani  | La Nucia      | 1500 m piani    | Oro        | 3'43"86     |       |
| 2022 | Mondiali         | Eugene        | 1500 m piani    | Batteria   | 3'42"81     |       |
| 2022 | Europei          | Monaco        | 1500 m piani    | Batteria   | 3'44"59     |       |
| 2022 | Europei di cross | Venaria Reale | Staffetta mista | 10º        | 17'56"      |       |
| 2023 | Europei indoor   | Turchia       | 1500 m piani    | Batteria   | 3'52"73     |       |
| 2023 | Giochi europei   | Chorzów       | 1500 m piani    | Argento    | 3'37"37     | [ 1 ] |
| 2023 | Mondiali         | Budapest      | 1500 m piani    | 12º        | 3'35"41     |       |
| 2024 | Mondiali indoor  | Glasgow       | 1500 m piani    | 4º         | 3'36"97     |       |
| 2024 | Europei          | Roma          | 1500 m piani    | 10º        | 3'34"22     |       |
| 2024 | Giochi olimpici  | Parigi        | 1500 m piani    | Semifinale | 3'34"75     |       |
| 2025 | Europei indoor   | Apeldoorn     | 1500 m piani    | Bronzo     | 3'37"10     |       |
| 2025 | Mondiali indoor  | Nanchino      | 1500 m piani    | 4º         | 3'39"58     |       |

## Campionati nazionali
2020
- Oro ai campionati portoghesi (Lisbona), 1500 m piani - 3'47"19

2021
- Oro ai campionati portoghesi indoor (Braga), 1500 m piani - 3'41"86
- Oro ai campionati portoghesi indoor (Braga), 3000 m piani - 7'57"45
- Oro ai campionati portoghesi (Maia), 1500 m piani - 3'41"06
- 11º ai campionati portoghesi di corsa campestre - 30'44"

2022
- Oro ai campionati portoghesi indoor (Pombal), 1500 m piani - 3'52"06
- Oro ai campionati portoghesi (Leiria), 1500 m piani - 3'41"12

2023
- Oro ai campionati portoghesi, 1500 m piani - 3'39"31
- Oro ai campionati portoghesi, 800 m piani - 1'45"32
- Oro ai campionati portoghesi indoor, 1500 m piani - 3'42"02

2024
- Oro ai campionati portoghesi, 1500 m piani - 3'39"04
- Oro ai campionati portoghesi indoor, 1500 m piani - 3'39"46
- Oro ai campionati portoghesi di 10 km su strada - 29'07"

2025
- Oro ai campionati portoghesi indoor, 800 m piani - 1'46"18
- Argento ai campionati portoghesi di 10 km su strada - 28'01"

## Altre competizioni internazionali
2023
- Argento ai Campionati europei a squadre di atletica leggera ( Chorzów), 1500 m piani - 3'37"37

2024
- 4º ai Bislett Games ( Oslo), 1500 m piani - 3'30"84
- 9º all'Athletissima ( Losanna), 1500 m piani - 3'32"49
- 4º alla Doha Diamond League ( Doha), 1500 m piani - 3'33"50
- 11º all'Herculis ( Monaco), 1500 m piani - 3'34"42

2025
- Oro ai Bislett Games ( Oslo), miglio - 3'48"25
- Oro ai Campionati europei a squadre di atletica leggera ( Madrid), 1500 m piani - 3'39"08
- Bronzo al London Athletics Meet ( Londra), 1500 m piani - 3'31"55